# Los Crudos
Los Crudos est un groupe américain de punk hardcore, originaire de Pilsen, Chicago, en Illinois.

## Histoire
Le groupe se forme au début des années 1990 par le chanteur Martin Sorrondeguy et le guitariste José Casas, qui restent les membres constants du groupe à travers les changements de sections rythmiques. Les paroles sont presque toujours chantées en espagnol, à l'exception du morceau We're That Spic Band (écrite en réponse à un spectateur qui les avait qualifiés de spic band). Les paroles de Los Crudos sont explicitement politique, abordant des thèmes tels que les classes sociales, la violence policière, l'homophobie et les propositions de loi californiennes dirigées contre les immigrés,. We're that Spic Band et Asesinos (sur « les disparitions de jeunes radicaux pendant les dictatures militaires en Amérique latine ») sont toutes deux décrites comme leurs chansons les plus connues,.
Les premiers concerts du groupe ont lieu à Pilsen, le quartier latino de Chicago où vivent les membres du groupe, et c'est là que nombre de leurs paroles sont chantées pour la première fois. Sorrondeguy déclae que « l'une des principales raisons de chanter en espagnol était de communiquer directement avec les enfants de notre quartier ». À Pilsen, le groupe travaille également en étroite collaboration avec des organismes communautaires tels que Project Vida, une organisation de prévention du SIDA, et Project Hablo, un groupe de soutien aux victimes de violence domestique.
Los Crudos incorpore l'éthique du DIY (fait-main) dans tous les aspects de l'existence du groupe, y compris la promotion et la réservation de concerts, l'enregistrement de musique, les tournées et la sérigraphie de T-shirts. Ils effectuent des tournées au Mexique (en 1994), en Amérique du Sud, en Europe et au Japon, ainsi que de nombreuses tournées aux États-Unis.
Los Crudos joue ses derniers concerts en octobre 1998, dans le quartier où ils avaient commencé, Pilsen. Après la séparation du groupe, Sorrondeguy devient le chanteur de Limp Wrist, et sort un documentaire sur le chicano punk (Beyond the Screams : A U.S. Latino Hardcore Punk Documentary). Le batteur Ebro est devenu le chanteur du groupe de Chicago Punch in the Face.
Le groupe joue un concert de réunion non annoncé en juin 2006 à Southkore (le premier et le plus grand festival de punk latino d'Amérique), dans le Little Village de Chicago

## Discographie

### Albums studio
- Canciones para liberar nuestras fronteras (Lengua Armada)
- Split avec Spitboy
- 1991–1995 Los Primeros Gritos
- Last Stand
- Split avec Reversal of Man

### Singles
- Nunca Nada Cambia... (split avec Huasipungo)
- Split avec Manumission
- Split avec MK-Ultra
- La Rabia Nubla Nuestros Ojos…
- Las Injusticias Caen Como Pesadillas[9]